# Échenans-sous-Mont-Vaudois
Échenans-sous-Mont-Vaudois é uma comuna francesa na região administrativa de Borgonha-Franco-Condado, no departamento de Alto Sona. Estende-se por uma área de 5,44 km². Em 2010 a comuna tinha 546 habitantes (densidade: 100,4 hab./km²).